# Condado de Boone (Indiana)
El condado de Boone (en inglés: Boone County), fundado en 1830, es uno de 92 condados del estado estadounidense de Indiana. En el año 2008, el condado tenía una población de 56 250 habitantes y una densidad poblacional de 44 personas por km². La sede del condado es Lebanon. El condado recibe su nombre en honor a Daniel Boone. 

## Geografía
Según la Oficina del Censo, el condado tiene un área total de 1096 km², de la cual 1096 km² es tierra y 0 km² (0.00%) es agua.

### Condados adyacentes
- Condado de Clinton (norte)
- Condado de Hamilton (este)
- Condado de Marion (sureste)
- Condado de Hendricks (sur)
- Condado de Montgomery (oeste)

## Demografía
Según la Oficina del Censo en 2000, los ingresos medios por hogar en el condado eran de $49 632, y los ingresos medios por familia eran $58 879. Los hombres tenían unos ingresos medios de $39 534 frente a los $26 266 para las mujeres. La renta per cápita para el condado era de $24 182. Alrededor del 5.20% de la población estaban por debajo del umbral de pobreza.

## Transporte

### Autopistas principales
- Interestatal 65
- Interestatal 74
- Interestatal 465
- Interestatal 865
- U.S. Route 52
- U.S. Route 421
- Carretera Estatal de Indiana 32
- Carretera Estatal de Indiana 39
- Carretera Estatal de Indiana 47
- Carretera Estatal de Indiana 75
- Carretera Estatal de Indiana 267
- Carretera Estatal de Indiana 334

### Ferrocarriles
- CSX Transportation

## Municipalidades

### Ciudades y pueblos
| - Advance - Jamestown - Lebanon - Thorntown | - Ulen - Whitestown - Zionsville |

### Áreas no incorporadas
| - Big Springs - Dover - Eagle Village - Elizaville - Fayette | - Hazelrigg - Mechanicsburg - Milledgeville - Nuevo Brunswick - Northfield | - Rosston - Royalton - Terhune - Waugh |

Extintos
- Ratsburg

### Municipios
El condado de Boone está dividido en 12 municipios:
| - Center - Clinton - Eagle - Harrison | - Jackson - Jefferson - Marion - Perry | - Sugar Creek - Union - Washington - Worth |